# Districte d'Ussel
El Districte d'Ussel és un dels tres districtes del departament francès de la Corresa a la regió de la Nova Aquitània. Està compost per 8 cantons i 69 municipis. El cap del districte és la sotsprefectura d'Ussèl.

## Cantons
cantó de Bòrt - cantó de Bujac - cantó d'Eiguranda - cantó de Maismac - cantó de Nòu Vic - cantó de Saurnac - cantó d'Ussel Est - cantó d'Ussel Oest